# Curierii de Pâine
Curierii de Pâine (engleză Breadwinners) este un serial de animație pentru copii.